# Schizonycha mussitans
Schizonycha mussitans är en skalbaggsart som beskrevs av Hermann Julius Kolbe 1914. Schizonycha mussitans ingår i släktet Schizonycha och familjen Melolonthidae. Inga underarter finns listade i Catalogue of Life.